# Šamil'kala
Šamil'kala (in russo  Шамилькала?; in lingua avara: Шамилхъала) è un insediamento di tipo urbano della Russia situato nel Daghestan. Appartiene al rajon Uncukul'skij di cui è il centro amministrativo.
L'insediamento si trova vicino al bacino idrico di Irganaj (sulla riva destra del fiume Avarskoe Kojsu), 7 km a sud-est dell'ex centro regionale Uncukul' e 88 km a sud-ovest di Machačkala.